# Baldersheim
Baldersheim là một xã thuộc tỉnh Haut-Rhin trong vùng Grand Est, đồng bắc Pháp. Xã này có diện tích 12,76 km², dân số năm 1999 là 2569 người. Khu vực này có độ cao trung bình 227 mét trên mực nước biển.